# ジャック・コサール
ジャック・コサール(フランス語:Jacques Cossard、生没年不詳)は、フランスの著作家。速記法の発展に貢献した。
1633年に『Méthode pour apprendre à lire』を出版し、その中で、例えば「2回目の読書の授業では、abcという3つの文字を、abcという言葉があるかのように発音する」とアドバイスしている。また、1651年に『Méthode pour escrire aussi vite qu'on parle』という本を出版した（この本はルイ14世の特権を得た）。

## 作品
- Méthode pour apprendre à lire (1633)
- Méthode pour escrire aussi vite qu'on parle (1651)

## コサールの文字
英語のサインから派生した22のサインからなるアルファベットは、直線と曲線を基調としており、それぞれが表す文字に応じて異なる伸びを持っている。母音を表す特別な記号があり、文字、音節、単語の省略や削除が使われている。